# První vláda Augustina Vološina

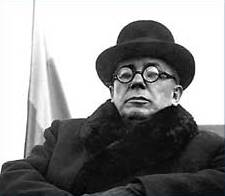
Předseda vlády Augustin Vološin

První vláda Augustina Vološina byla v pořadí druhá nezávislá vláda Podkarpatské Rusi v rámci druhé československé republiky. Tato vláda existovala v období 26. října – 1. prosince 1938, jejím předsedou byl Augustin Vološin.

## Složení autonomní vlády
| Portfej                                                                                | Ministr          | Strana | Strana | Nástup do úřadu   | Odchod z úřadu   |
| -------------------------------------------------------------------------------------- | ---------------- | ------ | ------ | ----------------- | ---------------- |
| Předseda vlády a ministr financí, průmyslu, obchodu a živností, školství a zemědělství | Augustin Vološin |        | ČSL    | 26. října 1938    | 1. prosince 1938 |
| Ministr vnitra                                                                         | Edmund Bačinský  |        | RSZML  | 26. října 1938    | 1. prosince 1938 |
| Vládní tajemník, ministr spravedlnosti                                                 | Ivan Pješčák     |        | AZS    | 26. října 1938    | 1. prosince 1938 |
| Ministr dopravy, sociální péče, veřejných prací a zdravotnictví                        | Július Révay     |        | ČSDSD  | 26. října 1938    | 1. prosince 1938 |
| Zplnomocněný ministr, pověřen vedením resortů hospodářských                            | Štefan Fencik    |        | RNAS   | 5. listopadu 1938 | 1. prosince 1938 |